# 旱湖

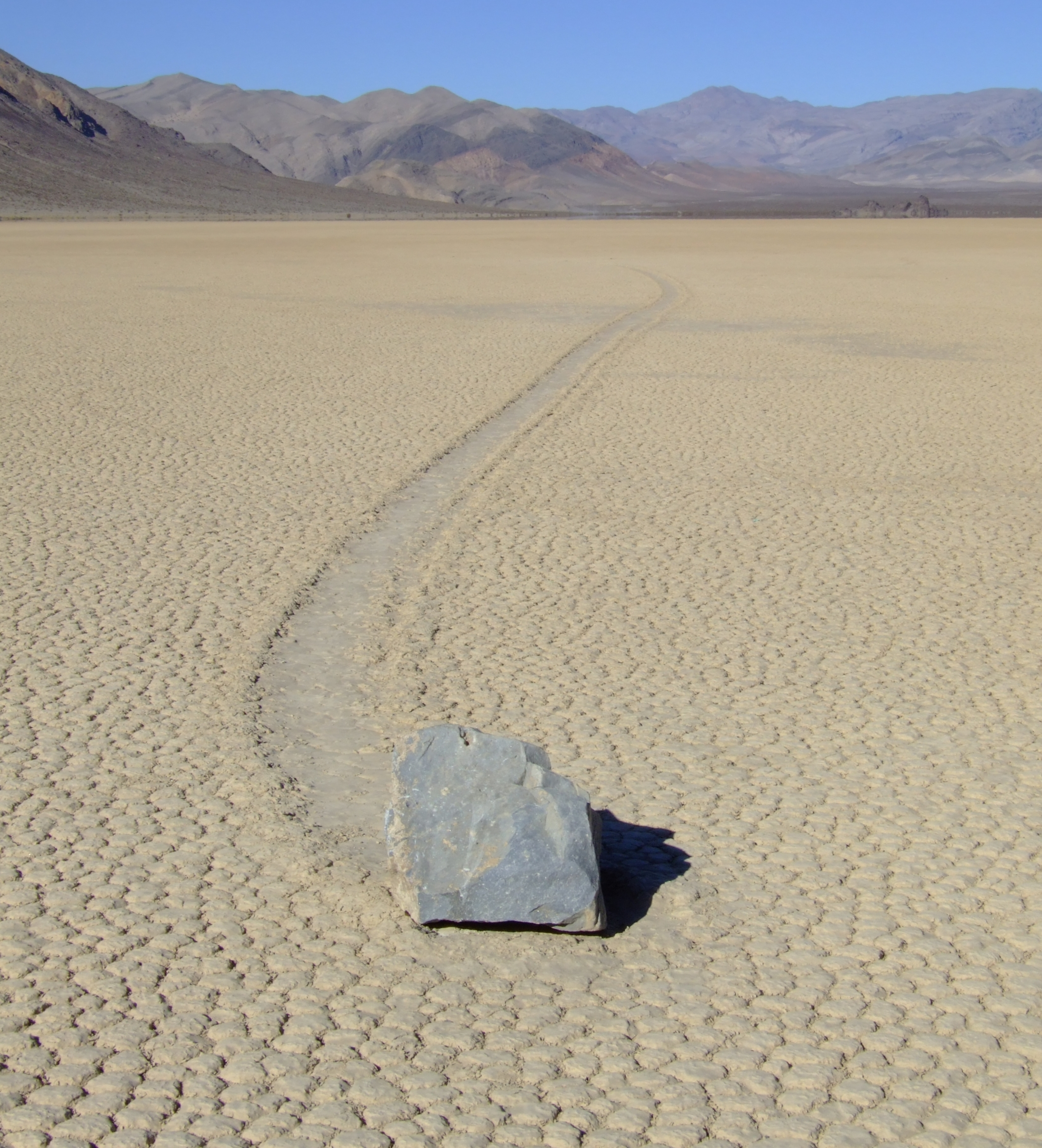
跑道湖的迷蹤石

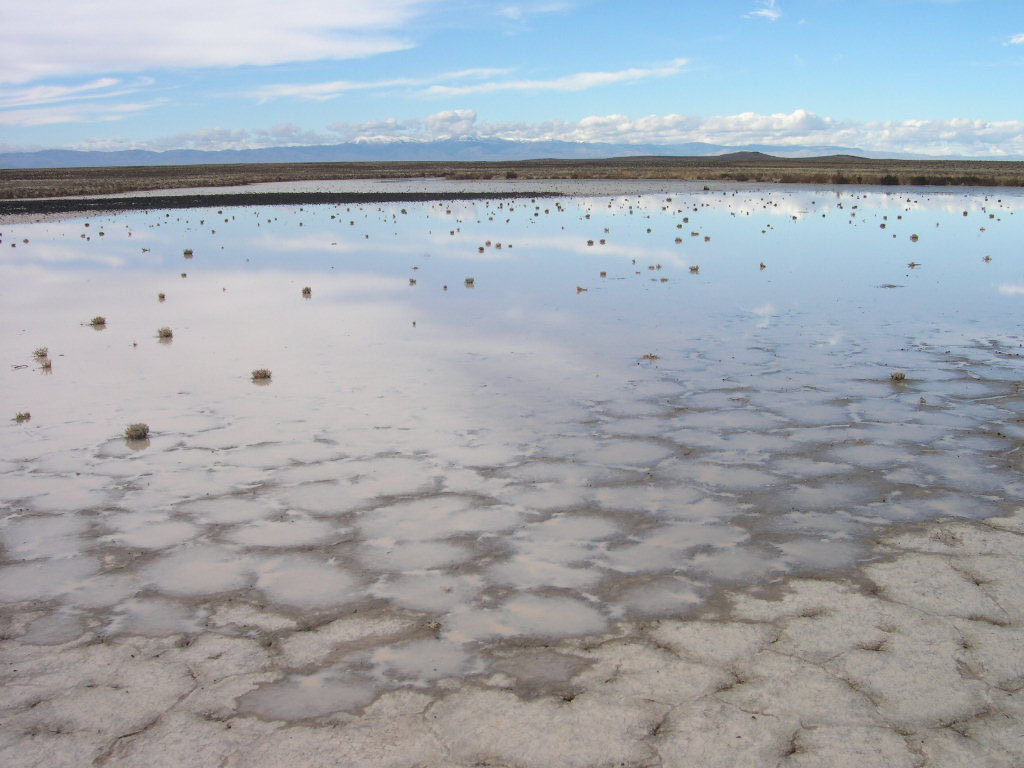
愛達荷州的旱湖具稀有的物種

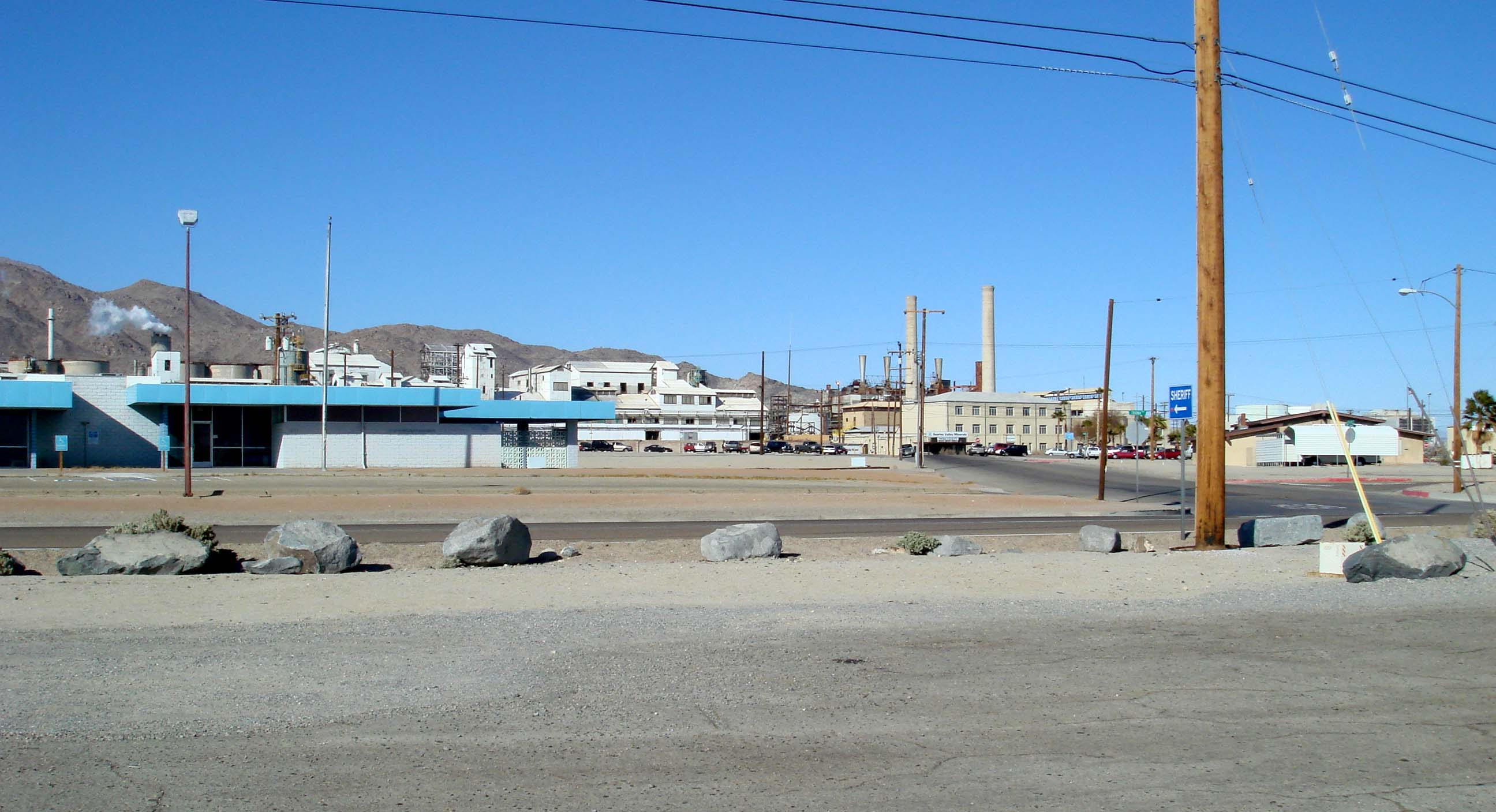
瑟爾斯湖具豐富鹽礦，開採後在當地的化學工廠提取

旱湖指以前曾經是湖泊的盆地或低地，而湖水因蒸發的速度高於補充的速度而乾涸。若然旱湖由鹼性物質所覆蓋，則該處可被稱作鹼灘，若被鹽覆蓋則為鹽盤（為鹹水湖乾涸後的殘餘）。

## 形成
當低地聚集雨水或與含水層交會時，湖泊便會形成。但當水分的蒸發超過其補充，低地便會再次變得乾涸，成為旱湖。隨着水分蒸發，湖水中的鹽漸漸沉澱，因此旱湖多為覆蓋着鹽的湖床。這些沉澱物由碳酸鈉、硼砂及其他鹽類構成。旱湖多在乾旱、半乾旱地區形成，沙漠中由波狀原所包圍的地方也可能會形成旱湖。世界最大的旱湖聚集地是德克薩斯州南部及新墨西哥州東部，有接近22000個。旱湖多比較細小，但最大的旱湖烏尤尼鹽沼面積達10,582平方公里。
在雨季時很多旱湖會重新聚集着淺水。當這層淺水受風吹動而在旱湖四處游移時，湖床會變得更平坦堅硬。若湖水較深，可能會形成龜裂的地面。但若水分很少則可能形成沙丘。在美國加州死亡谷國家公園的跑道湖中出現一種稱作迷蹤石的地質現象，湖床上的積水反覆成薄冰並配合風力將石頭緩慢移動，因此在湖床上留下一條軌跡。這些石頭每隔兩年才移動一次，但軌跡可殘留三至四年。

## 生態
旱湖普遍上缺乏植物生長，但濱藜屬等耐鹽植物卻能長在旱湖周邊。這些植物是家畜及其他食草動物在冬季時的重要食物來源。
在愛達荷州西南部及內華達州、猶他州部分地區，一些獨有的稀有品種出現在季節性集水的旱湖裏，如在2006年發現的一種無甲目動物Branchinecta raptor。旱湖的積水受到風吹，與黏土混合而變得混濁，讓這種蝦避過其掠食者。牠們繁殖時產出極細的囊胞，能夠藏在湖床中多年，直至環境適合才孵化。此外，一種稀有的獨行菜屬多年生植物Lepidium davisii，只於愛達荷州南部及內華達州北部的旱湖出現。
沙漠地區多遠離主要河道及湖泊，因此旱湖也是重要的水源。降兩後野生動物如羚羊會聚集該處喝水。
牛隻養殖場及製酪場頻繁的飼育活動可令旱湖受到污染、土壤被侵蝕。此外，一種經常用作牧場草料的外來品種木地膚，能威脅當地的稀有品種，其根部亦可吸乾旱湖剩餘的水。

## 活動及資源
旱湖平坦堅硬的表面適合車輛行駛，甚至可以在較大的旱湖上挑戰陸上速度記錄，而不會有路面的凹凸或障礙影響。該紀錄曾在內華達州的黑石沙漠和博納維爾鹽灘刷新，澳洲中的艾爾湖和蓋爾德納湖上亦有打破紀錄的嘗試。博納維爾鹽灘和蓋爾德納湖每年也有競速比賽。
基於上述優點，一些很少積水的旱湖也會被用作軍用機場，如內華達州51區的古魯姆湖及加州的愛德華空軍基地。
每年一度的燃燒人節慶會在黑石沙漠舉行。
一些旱湖，如瑟爾斯湖，具有豐富的鹽礦，能夠加以開採並提取石鹽、硼砂等資源。

## 圖鑑

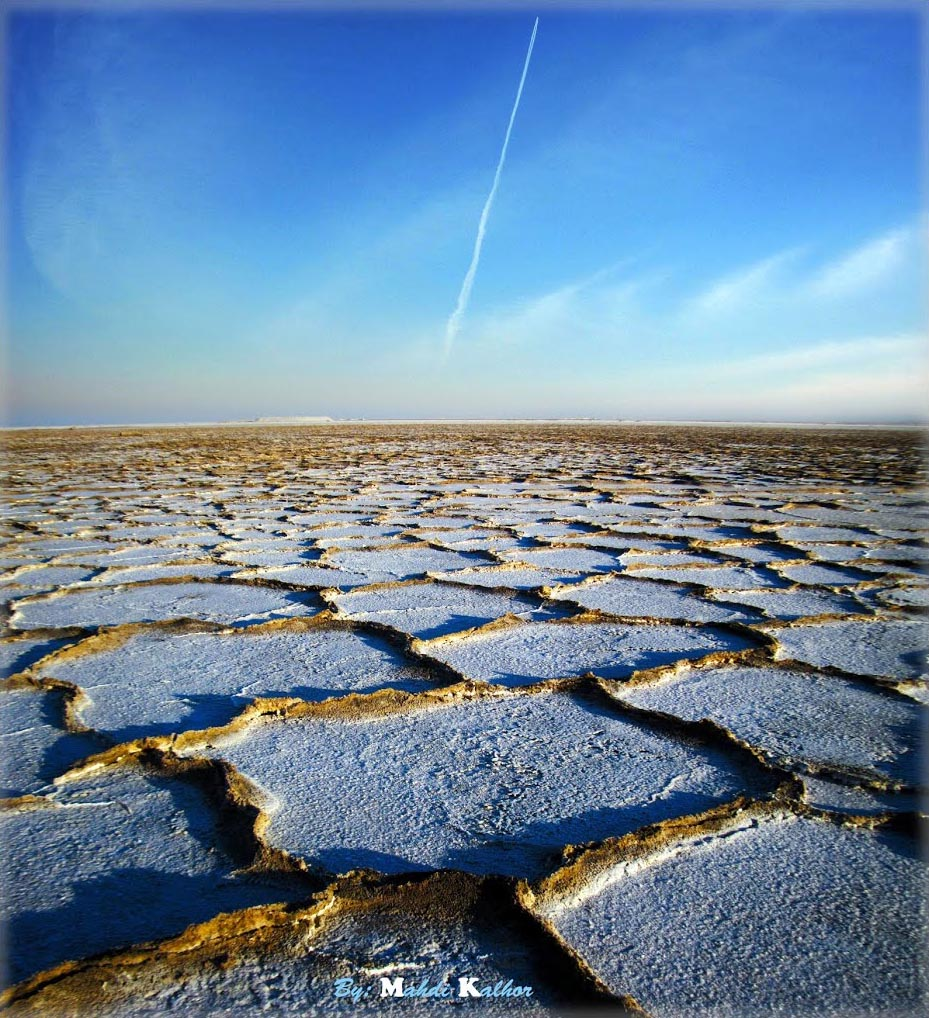
伊朗納馬克鹽湖
突尼斯傑里德大鹽湖
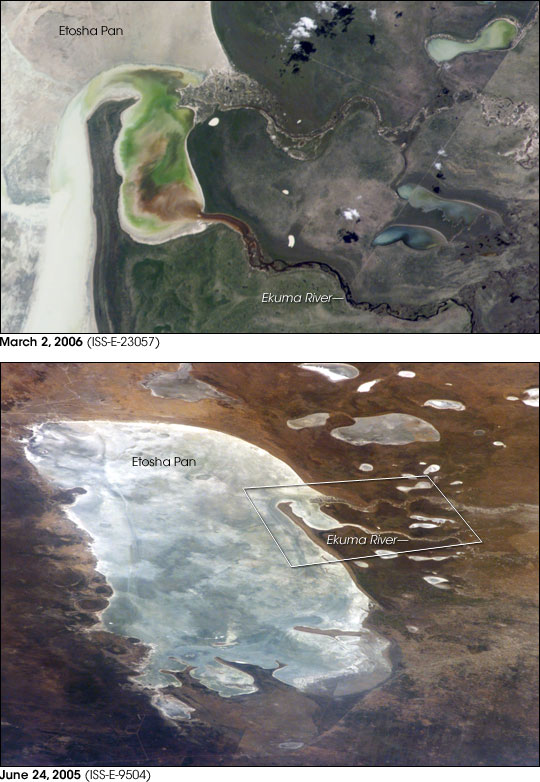
喀拉哈里沙漠北部的埃托沙鹽湖喀拉哈里沙漠
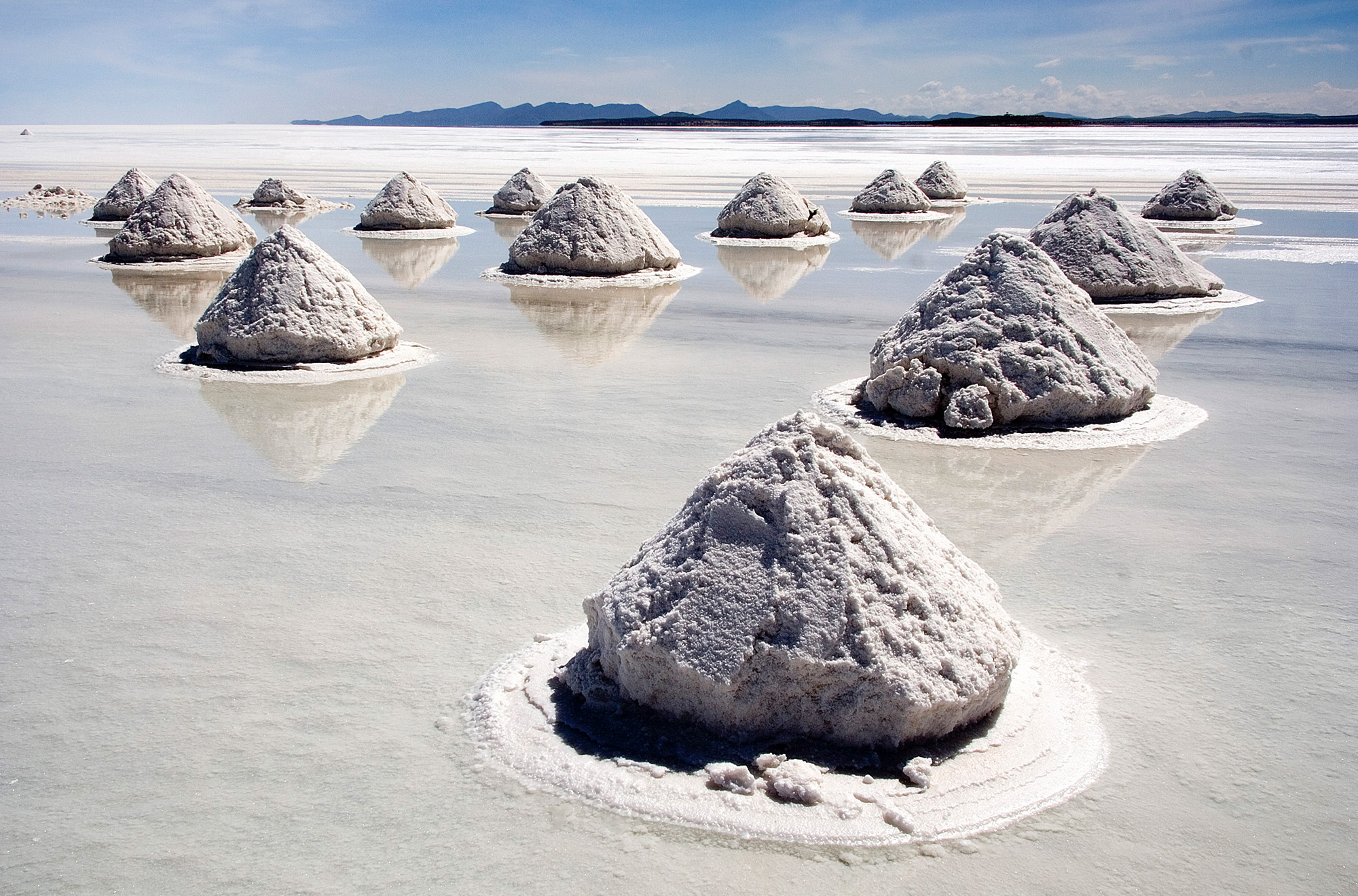
玻利維亞烏尤尼鹽沼的採鹽活動

## 另見
- 鹽沼
- 鹽盤
- 土壤鹽化
- 時令湖